# Torre dels Comtals
La Torre dels Comtals o Comdals és una obra del municipi de Manresa (Bages) declarada bé cultural d'interès nacional. Servia de centre de vigilància del camí ral entre Manresa i Barcelona i d'enllaç visual entre els antics castells de Manresa i Castellgalí.

## Descripció
Situada fora de Manresa, prop de la colònia dels Comdals. Molt a prop de la línia dels Ferrocarrils de la Generalitat i a uns 300 metres al sud de la línia de RENFE.
És una torre de planta trapezial, gairebé rectangular de 5,30 metres als costats llargs × 4,90 i 4,40 m als curts. Té els vèrtex dirigits als quatre punts cardinals. Els murs estan construïts en paredat comú i amb carreus desiguals. Tenen una alçada de 9,20 metres dividits en tres pisos originalment. Hi ha tres portals, els de dalt només eren accessibles amb escales de fusta o de corda. El que fa creure que la planta baix era un refugi de lliure accés als vianants i que els pisos de dalrt eren per als guardes de la torre.
En comparar fotos del 1958 i actuals, s'observa que el monument desatès continua ensorrant-se. Es troba dins una finca particular.